# 오하요 아사히데스
오하요 아사히데스(일본어: おはよう朝日です,번역: 좋은 아침 아사히입니다)는 ABC 테레비에서 1979년 4월 2일부터 현재까지 방송되고 있는 평일 아침 정보 프로그램이다. 평일(월~금)에는 오전 6시 45분부터 8시까지, 토요일 아침에는 오전 6시 30분부터 8시까지 방송하며 주로 무거운 화제의 뉴스가 아닌 가벼운 생활 정보나 스포츠, 연예 뉴스 등을 다룬다.  한국에서는 주로 일본 애니메이션에서 나온 별자리 운세(오하아사)로 알려져있다.

## 방송 일정
| 방송사 | 방송 기간                         | 방송 시간                             | 시청 권역 | 비고 |
| ------ | --------------------------------- | ------------------------------------- | --------- | ---- |
| ABC    | 1996년 9월 30일 ~ 2020년 10월 3일 | 매주 평일, 토요일 아침 6시 45분 ~ 8시 | 긴키 지방 |      |
| ABC    | 2020년 10월 5일 ~ 현재            | 매주 평일, 토요일 아침 5시 ~ 8시      | 긴키 지방 |      |

## 코너
2019년 홈페이지 기준으로 크게 평일 코너 3가지, 토요 코너 3가지로 편성되어 있다.
각 날에 방송된 정보들은 홈페이지에 들어가 놓친 내용을 다시 확인할 수 있도록 정리되어 있다.

### 평일
- サキヨミEnter! (Sakiyomi Enter!, 미리 Enter!) : 다양한 분야의 정보를 전달한다.
- トレンドエクスプレス (Torendoekusupuresu, 트렌드 익스프레스) : 트렌디한 공연 정보나 여행지 등의 정보를 전달한다.
- けさのクローズアップ (Kesa no kurōzuappu, 오늘 아침 클로즈업) : 생활에 유용하거나 활력소가 될만한 맛집 정보나 공연 정보를 제공한다.

### 토요일
- おは土 情報アップデート(O wa tsuchi jōhō appudēto)
- ハッピーやっぴー！(Happī ya~tsupi ｰ!)
- 土日どーする？(Donichi do ̄ suru?)

## 공식 마스코트
- 아사오키타(朝おき太) - 1981년 3월 13일 ~ 현재 / 토끼(남)
- 아사메자메(朝めざめ) - 1996년 4월 1일 ~ 현재 / 토끼(여)
- 네무린(ネムりん) - 2020년 10월 13일 ~ 현재